# トールビョルン・イゲセット
トールビョルン・イゲセット（Torbjørn Yggeseth、1934年6月18日 - 2010年1月10日）は、ノルウェー、アーケシュフース県アスケー出身のスキージャンプ選手、国際スキー連盟（FIS）委員。競技では1960年代に国際大会で活躍した。

## プロフィール
イゲセットは1959年の国際スキーフライング週間でオーストリア、クルムのバッケンレコードを更新する127mを記録した。この年ノルウェー・スポーツパーソン・オブ・ザ・イヤー(Norwegian Sportsperson of the Year)を受賞した。
1960年のスコーバレーオリンピックではノルウェー勢最高の5位となった。
1962-1963シーズンスキージャンプ週間では第一戦オーベルストドルフで3位、第二戦インスブルック7位、第三戦ガルミッシュ＝パルテンキルヒェン6位、第四戦ビショフスホーフェン 1位となりトラルフ・エンヤンに次いで総合2位となった。
この年ノルウェー選手権の70m級でトルゲイル・ブランツェに次いで2位、同年のホルメンコーレン・メダルを受章（同時受章はアレフティナ・コルチナ、パヴェル・コルチン、アストリド・サンビーク）した。
1963-1964シーズンのジャンプ週間では第一戦オーベルストドルフ1位、第二戦ガルミッシュ＝パルテンキルヒェン9位、第三戦インスブルック14位、第四戦ビショフスホーフェン 3位でヴェイッコ・カンコネン（フィンランド）に次ぐ総合2位だった。インスブルックオリンピックで70m級14位、90m級28位となりこのシーズン限りで現役を引退した。
現役引退後はアメリカ空軍のパイロットとして訓練を受けた。
国際スキー連盟（FIS）の委員を長く務め、1979-1980シーズンからのスキージャンプ・ワールドカップ開始に尽力し、1982年から2004年まではFISスキージャンプ委員長を務めた。
ジャンプ委員長として保守的な意見を持ち、1988年、スウェーデンのヤン・ボークレブがV字スタイルを始めるとイゲセットは「我々FISはそのような変化を望んでいない」とこれを批判した。（しかし、程なくV字スタイルはジャンプのスタンダードとなった）。
また女子ジャンプに対しても懐疑的な意見を持っていた彼はアネッテ・サーゲンら女子ジャンパーと対立し、2004年にジャンプ委員長の職をユーコ・トルマネンに譲った。  
2010年1月10日に癌のため死去。